# At Mount Zoomer
Albums de Wolf Parade
Apologies to the Queen Mary
(2005) Expo 86
(2010)
At Mount Zoomer est le second album du groupe de rock indépendant Wolf Parade, sorti sur le label Sub Pop en 2008.
L'album s'est hissé à la 45e place des charts américains et à la 16e place au Canada.

## Nom de l'album
Le nom de l'album provient du nom du studio de mixage du batteur du groupe, Arlen Thompson, Mount Zoomer, qui désigne des champignons hallucinogènes en argot de Colombie britannique, et ne fait pas référence à A Silver Mt. Zion, un autre groupe de la scène montréalaise. C'est dans ce studio que l'album a d'ailleurs été mixé.
L'album devait s'appeler à l'origine Kissing the Beehive, mais en raison d'une atteinte au droit d'auteur avec le roman de Jonathan Carroll, Le Baiser aux abeilles (Kissing the Beehive (en)), le groupe renonça tout en gardant le nom pour une chanson de l'album. Le magazine Blender a aussi indiqué que le nom Pardon my blues avait été envisagé mais le 28 avril 2008, Sub Pop annonça officiellement que l'album allait s'intituler At Mount Zoomer.

## Création
Le groupe commença à étrenner certaines chansons de l'album lors de concerts à partir de l'été 2007, notamment Language City et Fine Young Cannibals.
D'après Dan Boeckner, la moitié de l'album a été enregistré à Petite Église, à Farnham au Québec, dans l'église reconvertie en studio par Arcade Fire pour l'enregistrement de Neon Bible. Après une tournée sur la côté est fin 2007, le reste de l'album a été enregistré aux studios MIXart de Montréal. Le mixage a été réalisé au studio Mount Zoomer d'Arlen Thompson.
La pochette est l'œuvre de deux artistes, Matt Moroz et Elisabeth Huey. La chanson Call It A Ritual est sortie en single le 14 avril 2008.

## Liste des titres
1. Soldier’s Grin (Dan Boeckner) - 4:37
2. Call It a Ritual (Spencer Krug) - 2:45
3. Language City (Boeckner) - 5:02
4. Bang Your Drum (Krug) - 3:10
5. California Dreamer (Krug) - 6:00
6. The Grey Estates (Boeckner) - 3:26
7. Fine Young Cannibals (Boeckner) - 6:31
8. An Animal in Your Care (Krug) - 4:19
9. Kissing the Beehive (Boeckner/Krug) - 10:52